# Jimmy Collins
James Earl "Jimmy" Collins (Syracuse, Nueva York, 24 de noviembre de 1946-13 de diciembre de 2020) fue un entrenador y jugador de baloncesto estadounidense que jugó dos temporadas en la NBA. Con 1,88 metros de altura, lo hacía en la posición de base. Se desempeñó como entrenador en la Universidad de Illinois en Chicago, puesto que ocupó desde 1996 hasta 2010.

## Trayectoria deportiva

### Universidad
Jugó durante cuatro temporadas con los Aggies de la Universidad Estatal de Nuevo México, en las que promedió 19,5 puntos y 4,3 rebotes por partido.

### Profesional
Fue elegido en la undécima posición del Draft de la NBA de 1970 por Chicago Bulls, donde jugó dos temporadas en las que apenas tuvo protagonismo. Su mejor campaña fue la primera, en la que en los escasos 8 minutos que su entrenador Dick Motta le dio en cancha por partido, promedió 4,0 puntos y 1,1 asistencias por partido.

### Entrenador
Tras dirigir a un equipo de instituto, comenzó su carrera como entrenador en la Universidad de Illinois, ocupando el puesto de asistente durante 13 temporadas, pasando en 1996 a la universidad hermana, la Universidad de Illinois en Chicago, donde en 1998 logró su mayor éxito, clasificándolos por primera vez para el Torneo de la NCAA.

## Estadísticas de su carrera en la NBA

### Temporada regular
| Temporada | Edad | Equipo        | Liga | Pos. | P  | TIT | MIN | TC  | TCA | %TC  | 3P | 3PA | %3P | 2P  | 2PA | %2P  | TL  | TLA | %TL  | R.OF. | R.DEF. | REB | ASIS | ROB | TAP | PER | FP  | PTS |
| 1970-71   | 24   | Chicago Bulls | NBA  | SG   | 55 |     | 8.7 | 1.7 | 3.9 | .430 |    |     |     | 1.7 | 3.9 | .430 | 0.6 | 0.8 | .778 |       |        | 1.0 | 1.1  |     |     |     | 0.8 | 4.0 |
| 1971-72   | 25   | Chicago Bulls | NBA  | SG   | 19 |     | 7.1 | 1.4 | 3.7 | .366 |    |     |     | 1.4 | 3.7 | .366 | 0.5 | 0.6 | .909 |       |        | 0.6 | 0.5  |     |     |     | 0.6 | 3.3 |
| Total     |      |               | NBA  |      | 74 |     | 8.3 | 1.6 | 3.9 | .414 |    |     |     | 1.6 | 3.9 | .414 | 0.6 | 0.8 | .804 |       |        | 0.9 | 0.9  |     |     |     | 0.7 | 3.8 |

### Playoffs
| Temporada | Edad | Equipo        | Liga | Pos. | P | TIT | MIN | TC  | TCA | %TC  | 3P | 3PA | %3P | 2P  | 2PA | %2P  | TL  | TLA | %TL   | R.OF. | R.DEF. | REB | ASIS | ROB | TAP | PER | FP  | PTS |
| 1970-71   | 24   | Chicago Bulls | NBA  | SG   | 2 |     | 4.0 | 0.0 | 0.5 | .000 |    |     |     | 0.0 | 0.5 | .000 | 1.5 | 1.5 | 1.000 |       |        | 0.5 | 0.0  |     |     |     | 0.5 | 1.5 |
| Total     |      |               | NBA  |      | 2 |     | 4.0 | 0.0 | 0.5 | .000 |    |     |     | 0.0 | 0.5 | .000 | 1.5 | 1.5 | 1.000 |       |        | 0.5 | 0.0  |     |     |     | 0.5 | 1.5 |